# Pseudoziidae
De Pseudoziidae is een familie van de superfamilie Pseudozioidea uit de infraorde krabben (Brachyura). 

## Systematiek
Volgende geslachten worden in deze familie onderscheiden:
- Euryozius Miers, 1886
- Flindersoplax Davie, 1989a
- Pseudozius Dana, 1851e

### Uitgestorven
- Archaeozius  †  Schweitzer, 2003
- Priabonocarcinus  †  Müller & Collins, 1991
- Santeexanthus  †  Blow & Manning, 1996
- Tongapapaka  †  Feldmann, Schweitzer & McLaughlin, 2006